# Filoteo di Alessandria (copto)
Filoteo di Alessandria (in copto Ⲫⲓⲗⲟⲑⲉⲟⲥ, in arabo فيلوثاوس‎?; Egitto, ... – 21 novembre 1003) è stato il 63º papa della Chiesa copta.
Era un monaco del monastero di San Macario.
Fu durante il suo ufficio che si concluse un conflitto tra Alessandria e il re di Axum che iniziò al tempo di Cosma III, aiutato dagli sforzi di Giorgio II di Makuria. A causa della riuscita diplomazia messa in pratica da Georgios, Philotheos ordinò un nuovo Abuna o vescovo metropolitano per la Chiesa ortodossa etiope, Abuna Daniel, dopo un interregno di molti anni. Per questo motivo viene celebrato nel sinassario della Chiesa etiope, nonostante le cronache copte lo dipingano come un personaggio dissoluto.